# 福田前新田
福田前新田（ふくたまえしんでん）は、愛知県名古屋市港区の大字。現行行政地名は、南陽町大字福田前新田。5つの小字が設置されている。

## 地理
名古屋市港区の南西部に位置する。大部分が町名整理により他の町名に編入されたため、現在は日光川や福田川の河川用地など僅かな区画に残るのみとなっている。

### 字一覧
南陽町大字福田前新田の小字は以下の通り。消滅した字については背景色    で示す。
| 字                 | 字                 |
| ------------------ | ------------------ |
| いの割（いのわり） | にの割（にのわり） |
| はの割（はのわり） | への割（へのわり） |
| ほの割（ほのわり） | ろの割（らのわり） |

## 歴史

### 町名の由来
江戸期の海東郡福田前新田を前身とする。寛延2年、上萱津村の林善蔵により開発された新田で、開発者の名により善蔵新田とも称された。福田前新田の名称は、新田の北側の西福田新田地先にあることによる。善蔵により引き続き全域が所有されたため、同人の小作小屋以外の農家を持たなかった。福田川は排水に不向きな自然河川であったために、度々出水を起こし、漁業に転ずる離農者を続出させたという。林家もついには没落し、新田の所有権は名古屋の岡田家へと売却された。

### 行政区画の変遷
- 1889年（明治22年）10月1日 - 海東郡福田前新田村は合併により、同郡福屋村大字福田前新田となる[3]。
- 1906年（明治39年）7月1日 - 合併により、海東郡南陽村大字福田前新田となる[3]。
- 1913年（大正2年）7月1日 - 海部郡成立により、同郡南陽町大字福田前新田となる[3]。
- 1949年（昭和24年）6月1日 - 町制施行により、南陽町大字福田前新田となる[3]。
- 1954年（昭和29年） - 協和土地改良区成立[2]。
- 1955年（昭和30年）10月1日 - 合併により、名古屋市港区南陽町大字福田前新田となる[3]。
- 1959年（昭和34年） - 伊勢湾台風被災[2]。
- 1970年（昭和45年） - 協和土地改良区事業完成[2]。
- 2015年（平成27年） - 一部が福前1丁目の一部および同2丁目へ編入される。